# (2513) Baetslé
(2513) Baetslé – planetoida z grupy pasa głównego asteroid okrążająca Słońce w ciągu 3 lat i 168 dni w średniej odległości 2,29 j.a. Została odkryta 19 września 1950 roku w Observatoire Royal de Belgique w Uccle przez Sylvaina Arenda. Nazwa planetoidy pochodzi od Paula-Louisa Baetslé’a (1909–1983), profesora astronomii i geodezji na Uniwersytecie w Brukseli oraz przyjaciela odkrywcy. Przed nadaniem nazwy planetoida nosiła oznaczenie tymczasowe (2513) 1950 SH.